# Alexander Wilhelm Prale
Alexander Wilhelm Prale (né le 14 août 1850 à Dorpat, mort le 23 juillet 1910 à Flensbourg) est un architecte allemand.

## Biographie
Prale fait d'abord un apprentissage en menuiserie et va à l'école du bâtiment à Hambourg. De 1870 à 1873, il étudie à l'école polytechnique de Hanovre (de), prédécesseur de l'université Gottfried Wilhelm Leibniz de Hanovre. Il est un élève de Conrad Wilhelm Hase. À partir de ce moment, Prale se consacre principalement au style néo-gothique de l'école d'architecture de Hanovre (de). De 1874 à 1878, il travaille dans le bureau d'architecture de Gotthilf Ludwig Möckel à Dresde. Au cours de cette période de quatre ans, Prale reprend la gestion de la construction de l'église Saint-Jean de Dresde d'après les plans néo-gothiques de Möckel.
De 1878 à 1880, Prale devient employé du bureau d'architecture de Johannes Otzen à Berlin. Otzen étudie également l'école de Hase et planifie diverses maisons à Flensbourg, par exemple la maison de marchand Hansen (de) en 1868-1869. Otzen reçut en 1877 l'ordre de restaurer le clocher détruit par la foudre de l'église Saint-Nicolas de Flensbourg, dans un style néo-gothique, puis un an plus tard, de réorganiser le clocher de l'église Sainte-Marie de Flensbourg (de), dans le style néo-gothique.

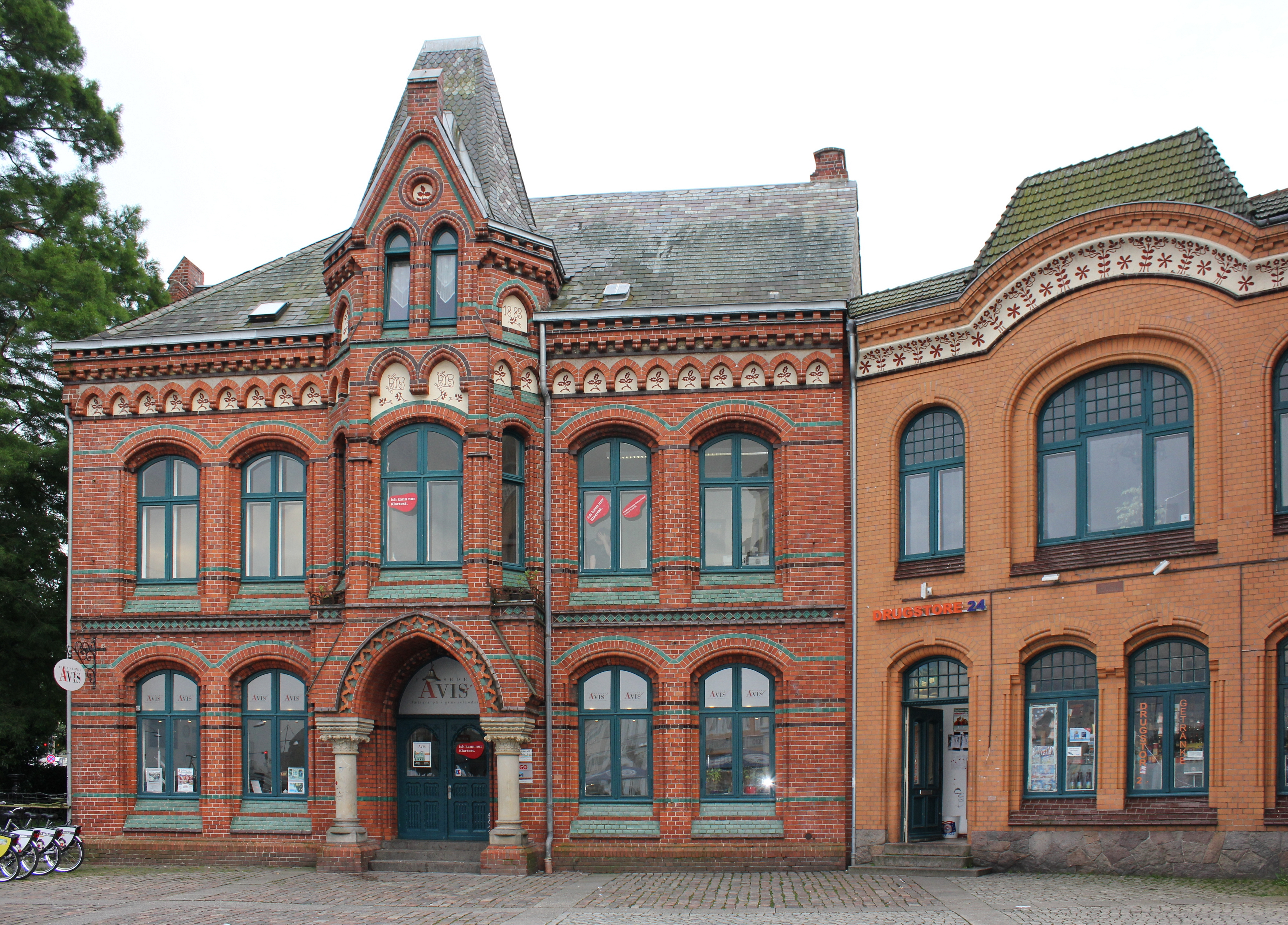
Le bâtiment Schiffbrückstraße 8 à Flensbourg

En 1880, Alexander Wilhelm Prale fonde son propre cabinet à Flensbourg. Pralle devient architecte des églises et planificateur de villas de la classe moyenne supérieure. En 1883-1884, selon ses plans, le château de Schœneck (de) est construit à Flensbourg, une villa en forme de château qu'il est autorisé à agrandir et à transformer au cours des années suivantes. En 1886, il construit la villa Besenbruch (de), qui sert aujourd'hui de bâtiment administratif à Flensbourg. En 1893-1894, Prale met de nouveau mis en œuvre les plans de rénovation d’Otten pour l'église Saint-Nicolas. En 1897, Prale est également responsable de la reconstruction de l'ancien Hôtel Rasch, Große Straße (de) 56 à Flensburg. L’hôtel Rasch fut pendant de nombreuses années l'hôtel le plus prospère de la ville, mais il est finalement transformé par Prale en immeuble commercial avec des vitrines. Tout un ensemble de bâtiments destinés à la vie et à la zone d'activité se développe de 1899 à 1901 sous le nom de Nordermarkt (de), du côté sud de Schiffbrückstraße. En 1903, la tour Bismarck (de) sur le Scheersberg (de) près de Quern (de) est achevée conformément à ses plans. En 1899, Prale présente les dessins de l'église prévue à l'église Saint-Georges de Flensbourg qui ne sont pas retenus. De 1904 à 1907, il supervise pour l'architecte Oskar Hossfeld (de), la construction de cette église. En 1905, on construit sur la Kuhgangsplatz le bâtiment résidentiel et commercial de trois étages Marienstraße 61 de Karl Bernt (de). Pour ce bâtiment, il s'appuie sur les plans de Prale, mais il modernise avec de nouveaux éléments stylistiques : la façade redessinée de Bernt est un mélange d'éléments de style Art nouveau et de maison de campagne. Les plans de conception de 1907 de Prale pour la construction de l'église Saint-Pierre de Flensbourg (de) ne sont pas non plus mis en œuvre. Le projet retenu est de l'architecte berlinois Peter Jürgensen (de).